# Manio Emilio Mamercino
Manio Emilio Mamerco (en latín Manius Aemilius Mam. f. M. n. Mamercinus). Hijo del consular Mamerco Emilio Mamercino, fue censor en 418 a. C., cónsul en 410 a. C. con Cayo Valerio Potito Voluso. 
También fue tres veces tribuno militar con poderes consulares, primero en 405 a. C., por segunda vez en 403 a. C., y una tercera vez en 401 a. C.